# Korba

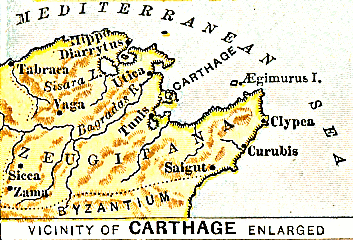
Mapa da vizinhança de Cartago, mostrando Cúrubis

Korba (em árabe: قربة; romaniz.: Qurba), a antiga Cúrubis, é uma cidade e município do litoral nordeste da Tunísia e a capital da delegação homônima, a qual faz parte da província de Nabeul. Em 2004, o  município tinha 34 807 habitantes. No mesmo ano, a delegação tinha 60 564 habitantes.
Foi em Cúrubis que o famoso bispo cartaginês Cipriano foi exilado no ano de seu martírio, juntamente com seu companheiro de viagem Pôncio de Cartago. A cidade situa-se à beira no golfo de Hammamet, na costa sul do cabo Bon, 21 km a nordeste de Nabeul e 78 km a leste-sudeste de Túnis (distâncias por estrada).

## História
Antigos geógrafos e itinerários mencionam a cidade de Cúrubis na costa da província romana da África, entre Clupeia (Clupea, moderna Kelibia) e Neápolis (Nabeul).
O mais antigo registro histórico é uma inscrição do tempo da guerra civil de César, que registra que os generais de Pompeu, Públio Ácio Varo e Caio Consídio Longo, fortificaram a cidade no ano de 46 a.C.. Nos anos seguintes à guerra, a cidade foi transformada numa colônia romana, Colônias Júlia Cúrubis (Colonia Iulia Curubis) (Plínio, o Velho se refere a ela como libera, "livre"), talvez em parte por causa da tentativa de Júlio César de livrar o exército romano dos antigos soldados e, ao mesmo tempo, manter a África contra as forças de Pompeu.
No ano de 257 d.C., o bispo cartaginês Cipriano foi exilado lá. Seu biógrafo, Pôncio, que o acompanhou no exílio, elogiou o lugar:
| “ | provisum esse divinitus … apricum et conpetentem locum, hospitium pro voluntate secretum et quidquid apponi eis ante promissum est, qui regnum et iustitiam dei quaerunt Pela graça de Deus, um lugar ensolarado e apropriado foi providenciado, um refúgio protegido, como ele queria e tudo o que foi previamente prometido ser dado aos que procuram o reino e a justiça de Deus | ” |
|   | — Vida de São Cipriano, Pôncio de Cartago. |   |

No ano de 411, Cúrubis, assim como muitas outras cidades africanas, tinha seu próprio bispo (mencionado nos anais do Concílio de Cartago daquele ano). Um bispo de Cúrubis é mencionado novamente na Notitia provinciarum et civitatium Africae no ano de 484, entre os bispos exilados para a Córsega por se recusarem a jurar obediência ao rei vândalo Hilderico e novamente nos anais do Concílio de Cartago de 525.
A cidade tinha seu próprio teatro romano. Uma inscrição no final do século II honra os cidadãos que o criaram. Resquícios de um aqueduto romano sobreviveram até os tempos modernos e a contribuição dos proprietários de navios de Cúrubis para um mosaico em Óstia Antiga sugere que a cidade teria também um porto, do qual nada restou.